# Piero Pierantoni Cámpora
Pour les articles homonymes, voir Cámpora.
Piero Pierantoni Cámpora (né le 24 octobre 1932 à Gênes, en Italie - mort le 10 septembre 2009) est un homme politique péruvien d'origine italienne, qui a été maire de Lima de 1980 à 1981.